# Edwin Mills (kötélhúzó)
Edwin Archer Mills (Stretton Baskerville, Warwickshire, Egyesült Királyság, 1878. május 17. – Ashby-de-la-Zouch, Leicestershire, Egyesült Királyság, 1946. november 12.) kétszeres olimpiai bajnok és olimpiai ezüstérmes brit kötélhúzó.
Az 1908. évi nyári olimpiai játékokon indult kötélhúzásban brit színekben. A londoni városi rendőrség csapatában szerepelt. Rajtuk kívül még kettő brit rendőrségi csapat és két ország indult (amerikaiak és svédek). A verseny egyenes kiesésben zajlott. A döntőben a liverpooli rendőrséget győzték le.
Az 1912. évi nyári olimpiai játékokon szintén részt vett kötélhúzásban brit színekben. A londoni városi rendőrség csapatában szerepelt. Rajtuk kívül csak a svéd válogatott indult és ki is kaptak tőlük, így nem tudták megvédeni a címüket.
Az első világháború után az 1920. évi nyári olimpiai játékokon ismét elindult kötélhúzásban. A londoni városi rendőrség csapatában szerepelt. Rajtuk kívül még négy ország indult (amerikaiak, belgák, hollandok és az olaszok). A verseny Bergvall-rendszerben zajlott. A döntőben a hollandokat verték.